# إيرني كروجر
إيرني كروجر (بالإنجليزية: Ernie Krueger) هو لاعب كرة قاعدة أمريكي، ولد في 27 ديسمبر 1890 في شيكاغو في الولايات المتحدة، وتوفي في 22 أبريل 1976 في وكغن في الولايات المتحدة.

## وصلات خارجية
- إيرني كروجر على موقعبيزبول رفرنس.كوم (الدوري الرئيسي) (الإنجليزية)
- إيرني كروجر على موقعبيزبول رفرنس.كوم (الدوري الثانوي) (الإنجليزية)